# Selastele limatulum
Selastele limatulum är en snäckart som först beskrevs av B.A. Marshall 1995.  Selastele limatulum ingår i släktet Selastele och familjen Calliostomatidae. Inga underarter finns listade i Catalogue of Life.